# Chaa siew paauw

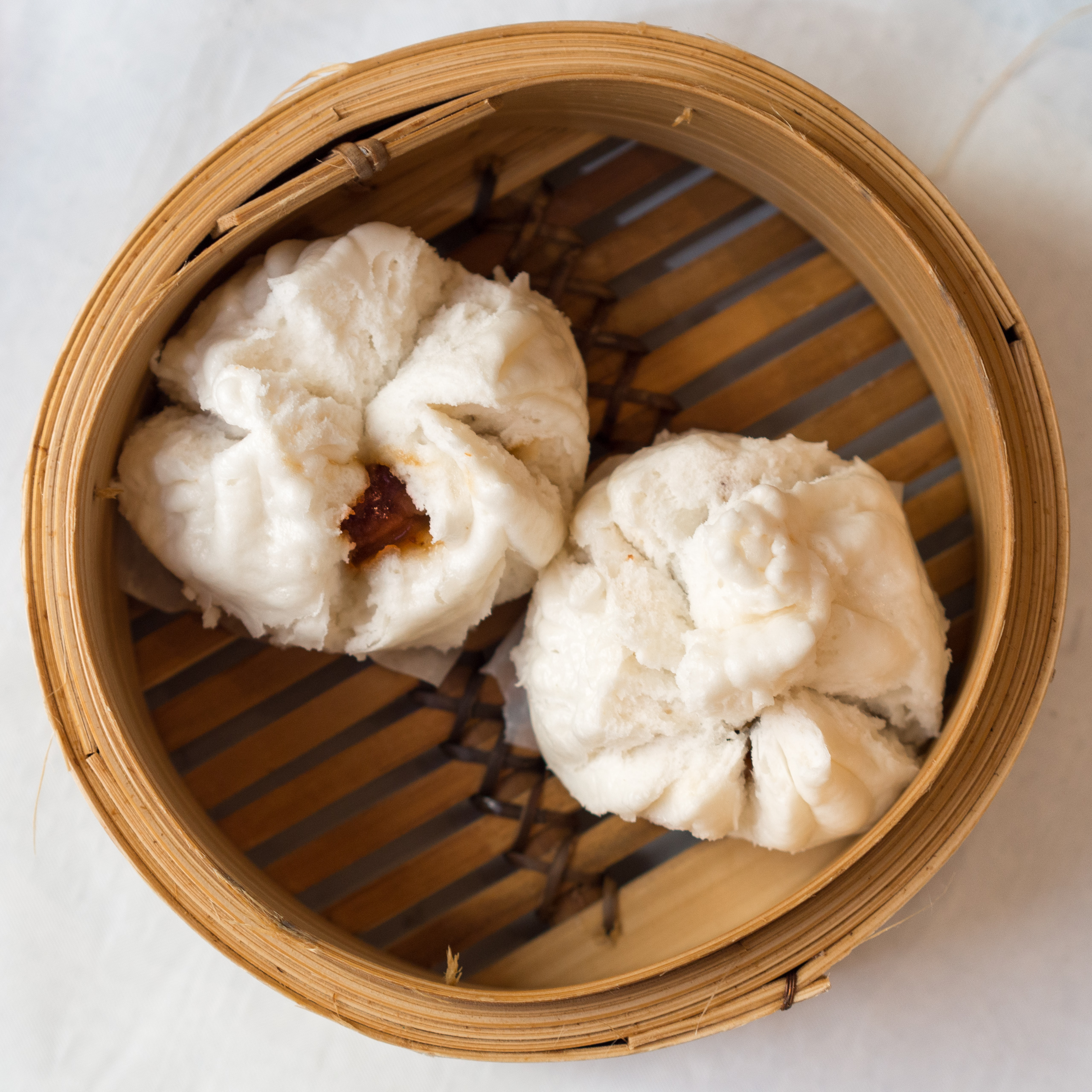
Cha siew paauw in een Kantonees restaurant in Den Haag

Chaa siew paauw (IPA: [ tsʰa: si:u pa:u ]) is een gerecht uit de Kantonese keuken. Het behoort tot de dimsum.
Een cha siew paauw is een gestoomd/gebakken bolletje gevuld met zoet gemarineerd varkensvlees (chaa siew). De saus bestaat onder andere uit oestersaus, knoflook, zout en water. Het lijkt enigszins op het bapaobroodje dat uit de Chinees-Indische keuken komt.